# Jefferson Pérez
Jefferson Leonardo Pérez Quezada (Cuenca, 1 de juliol de 1974) és un atleta equatorià especialitzat a la prova de 20 km marxa atlètica. Ha aconseguit guanyar dues medalles als Jocs Olímpics, una d'or i un altre de plata, i ha guanyat 3 vegades el campionat del món de 20 km marxa.

## Palmarès
Jocs Olímpics
- Atlanta 1996:  20 km marxa.
- Sydney 2000: 4a posició als 20 km marxa.
- Atenes 2004: 4a posició als 20 km marxa.
- Pequín 2008:  20 km marxa.

Campionats del Món d'Atletisme
- Campionat del Món d'Atletisme de Sevilla 1999:  20 km marxa.
- Campionat del Món d'Atletisme de Paris 2003:  20 km marxa.
- Campionat del Món d'Atletisme de Hèlsinki 2005:  20 km marxa.
- Campionat del Món d'Atletisme Osaka 2007  20 km marxa.

Ex-plusmarquista mundial
- 20 km: 1h 17min 21s des del 23 d'agost de 2003 fins al 29 de setembre de 2007.[1]